# Штебелов
Штебелов (нем. Stäbelow) — община в Германии, ганзейский город, расположен в земле Мекленбург-Передняя Померания.
Входит в состав района Бад-Доберан. Подчиняется управлению Варнов-Вест.  Население составляет 1350 человек (на 31 декабря 2010 года). Занимает площадь 14,98 км².